# Верейское княжество
Вере́йское кня́жество, также Верейско-Белозерское — русское княжество, располагавшееся к юго-западу от Москвы. Было самостоятельным в 1432—1486 годах; центр княжества — город Верея.

## История
Впервые упоминается в летописи XIV века. С 1389 года территория княжества входила в состав земель, отданных Дмитрием Донским своему сыну Андрею. До смерти последнего (1432) — волость в Можайском уделе, а по смерти — второстепенное княжество в том же уделе, находившееся под властью Михаила Андреевича, внука Дмитрия Донского. К Верейскому княжеству отошло тогда и бывшее Белозерское княжество, отсюда и второе название Верейского княжества; в 1450 году к княжеству были присоединены также Вышгород и некоторые волости Звенигородского княжества (вскоре они, впрочем, были отданы московскому князю, будущему правителю объединённой северо-восточной Руси — Ивану III). Сын и наследник Михаила Андреевича, Василий, бежал в Литву (1484), и Верея после смерти Михаила (в 1486) досталась великому князю московскому.
В 1519 верейские земли были переданы великим князем Василием III в Старицкий удел своего брата, Андрея. После его смерти Верею унаследовал Владимир Андреевич, внук Ивана III. В 1567 году Иван Грозный обменял у Владимира Старицу вместе с Алексином и Вереёй на Дмитров, Боровичи и Звенигород; Верея вновь отошла к Москве. С тех пор Верея всегда оставалась под властью Москвы.